# Mexicantown

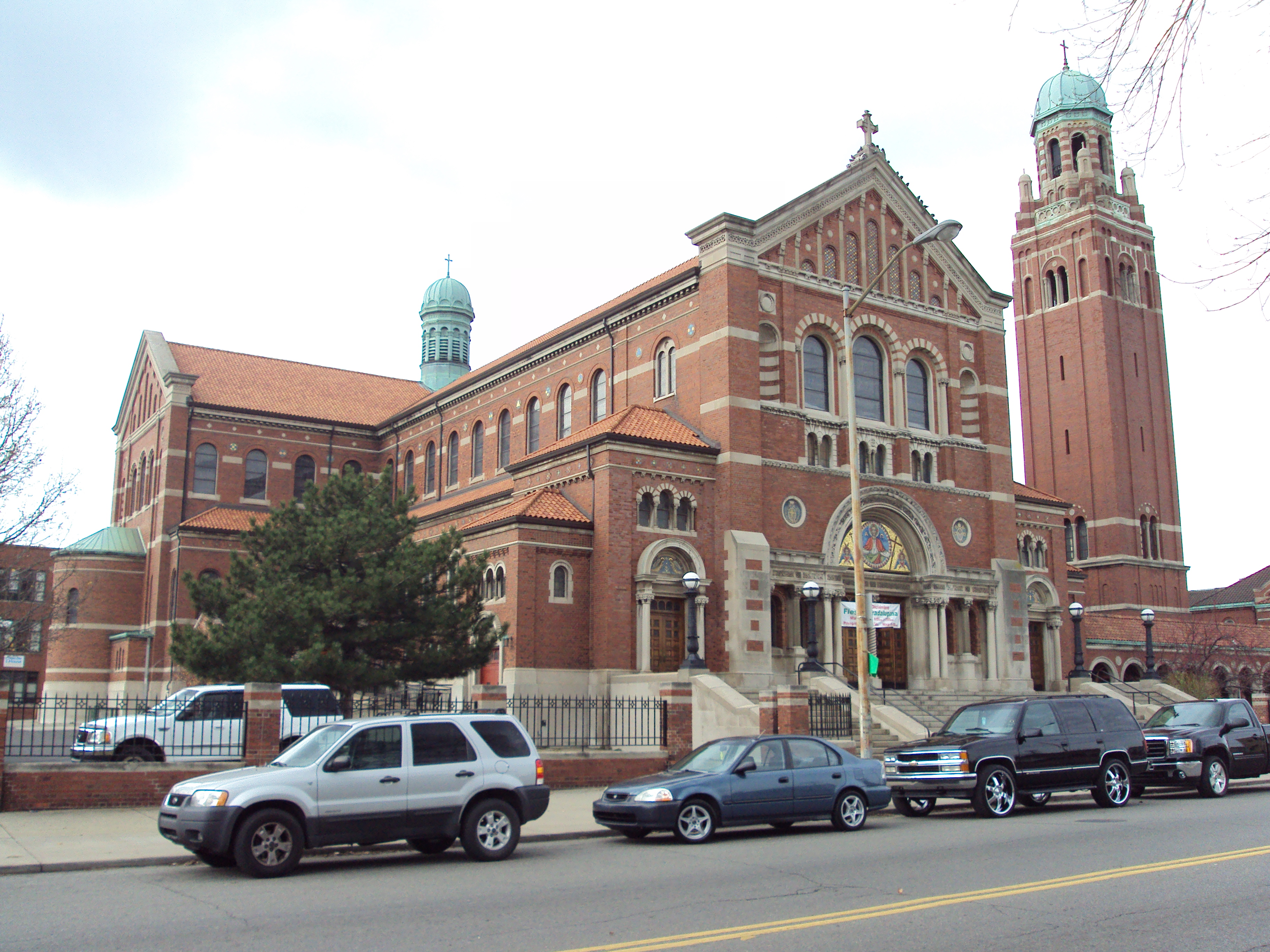
La Iglesia del Santísimo Redentor, uno de los hitos de Mexicantown.

Mexicantown es un barrio en el suroeste de Detroit, Míchigan. Mexicantown tiene una población mexicana.
En la década de 1940, mexicanos llegaron a Mexicantown. "La Bagley" era el nombre original de la población mexicana del barrio.

## Educación
Las Escuelas Públicas de Detroit gestiona escuelas públicas. La Escuela Secundaria Western International sirve el barrio.
La Detroit Public Library (Biblioteca Pública de Detroit, EN) gestiona el Bowen Branch (Biblioteca Sucursal Bowen). La biblioteca, que lleva el nombre del Herbert Bowen, un miembro de la bibliotecaria de Detroit, abrió en 28 de diciembre de 1912.